# Giro di Danimarca 1999
Il Giro di Danimarca 1999, nona edizione della corsa, si svolse dal 10 al 14 agosto 1999 su un percorso di 842 km ripartiti in 6 tappe, con partenza da Aalborg e arrivo a Frederiksberg. Fu vinto dallo statunitense Tyler Hamilton della US Postal Service davanti al danese Rolf Sørensen e allo sloveno Martin Hvastija.

## Tappe
| Tappa  | Data      | Percorso                                | km   | Vincitore di tappa    | Leader cl. generale |
| ------ | --------- | --------------------------------------- | ---- | --------------------- | ------------------- |
| 1ª     | 10 agosto | Aalborg > Aarhus                        | 185  | Rolf Sørensen         | Rolf Sørensen       |
| 2ª     | 11 agosto | Odder > Grindsted                       | 160  | Fabio Baldato         | Rolf Sørensen       |
| 3ª     | 12 agosto | Esbjerg > Vejle                         | 190  | Nicola Loda           | Rolf Sørensen       |
| 4ª     | 13 agosto | Odense > Sorø                           | 118  | Mark McCormack        | Rolf Sørensen       |
| 5ª     | 13 agosto | Ballerup > Ballerup (cron. individuale) | 18,9 | Tyler Hamilton        | Tyler Hamilton      |
| 6ª     | 14 agosto | Frederikssund > Frederiksberg           | 136  | Michael Steen Nielsen | Tyler Hamilton      |
| Totale | Totale    | Totale                                  | 842  |                       |                     |

## Dettagli delle tappe

### 1ª tappa
- 10 agosto: Aalborg > Aarhus – 185 km

| Pos. | Corridore       | Squadra  | Tempo    |
| ---- | --------------- | -------- | -------- |
| 1    | Rolf Sørensen   | Rabobank | 4h08'17" |
| 2    | Nicola Loda     | Ballan   | a 13"    |
| 3    | Lars Michaelsen | FDJ      | a 15"    |

| Pos. | Corridore       | Squadra  | Tempo    |
| ---- | --------------- | -------- | -------- |
| 1    | Rolf Sørensen   | Rabobank | 4h08'04" |
| 2    | Nicola Loda     | Ballan   | a 18"    |
| 3    | Lars Michaelsen | FDJ      | a 24"    |

### 2ª tappa
- 11 agosto: Odder > Grindsted – 160 km

| Pos. | Corridore         | Squadra  | Tempo    |
| ---- | ----------------- | -------- | -------- |
| 1    | Fabio Baldato     | Ballan   | 3h41'55" |
| 2    | Nicolaj Bo Larsen | Home     | s.t.     |
| 3    | Luca Cei          | Navigare | s.t.     |

| Pos. | Corridore         | Squadra  | Tempo    |
| ---- | ----------------- | -------- | -------- |
| 1    | Rolf Sørensen     | Rabobank | 7h49'59" |
| 2    | Nicola Loda       | Ballan   | a 18"    |
| 3    | Nicolaj Bo Larsen | Home     | a 23"    |

### 3ª tappa
- 12 agosto: Esbjerg > Vejle – 190 km

| Pos. | Corridore         | Squadra | Tempo    |
| ---- | ----------------- | ------- | -------- |
| 1    | Nicola Loda       | Ballan  | 4h35'32" |
| 2    | Fabio Baldato     | Ballan  | a 3"     |
| 3    | Nicolaj Bo Larsen | Home    | s.t.     |

| Pos. | Corridore         | Squadra  | Tempo     |
| ---- | ----------------- | -------- | --------- |
| 1    | Rolf Sørensen     | Rabobank | 12h25'31" |
| 2    | Nicola Loda       | Ballan   | a 8"      |
| 3    | Nicolaj Bo Larsen | Home     | a 22"     |

### 4ª tappa
- 13 agosto: Odense > Sorø – 118 km

| Pos. | Corridore              | Squadra       | Tempo    |
| ---- | ---------------------- | ------------- | -------- |
| 1    | Mark McCormack         | Saturn        | 2h31'37" |
| 2    | Edouard Gritsoun       | Gerolsteiner  | s.t.     |
| 3    | Marco Antonio Di Renzo | Cantina Tollo | a 6"     |

| Pos. | Corridore         | Squadra  | Tempo     |
| ---- | ----------------- | -------- | --------- |
| 1    | Rolf Sørensen     | Rabobank | 12h25'31" |
| 2    | Nicola Loda       | Ballan   | a 8"      |
| 3    | Nicolaj Bo Larsen | Home     | a 22"     |

### 5ª tappa
- 13 agosto: Ballerup > Ballerup (cron. individuale) – 18,9 km

| Pos. | Corridore             | Squadra   | Tempo  |
| ---- | --------------------- | --------- | ------ |
| 1    | Tyler Hamilton        | US Postal | 22'21" |
| 2    | Marc Streel           | Home      | a 6"   |
| 3    | Christian Vande Velde | US Postal | a 19"  |

| Pos. | Corridore       | Squadra   | Tempo     |
| ---- | --------------- | --------- | --------- |
| 1    | Tyler Hamilton  | US Postal | 15h20'16" |
| 2    | Rolf Sørensen   | Rabobank  | a 18"     |
| 3    | Martin Hvastija | Ballan    | a 45"     |

### 6ª tappa
- 14 agosto: Frederikssund > Frederiksberg – 136 km

| Pos. | Corridore             | Squadra           | Tempo    |
| ---- | --------------------- | ----------------- | -------- |
| 1    | Michael Steen Nielsen | Home              | 3h22'57" |
| 2    | Nicola Loda           | Ballan            | a 3"     |
| 3    | Massimo Strazzer      | Mobilvetta Design | a 4"     |

| Pos. | Corridore       | Squadra   | Tempo     |
| ---- | --------------- | --------- | --------- |
| 1    | Tyler Hamilton  | US Postal | 18h43'17" |
| 2    | Rolf Sørensen   | Rabobank  | a 18"     |
| 3    | Martin Hvastija | Ballan    | a 45"     |

## Classifiche finali

### Classifica generale
| Pos. | Corridore       | Squadra                | Tempo     |
| ---- | --------------- | ---------------------- | --------- |
| 1    | Tyler Hamilton  | US Postal Service      | 18h43'17" |
| 2    | Rolf Sørensen   | Rabobank               | a 18"     |
| 3    | Martin Hvastija | Ballan-Alessio         | a 45"     |
| 4    | Frank Høj       | US Postal Service      | a 53"     |
| 5    | Jakob Piil      | Acceptcard Pro Cycling | a 55"     |
| 6    | Martin Rittsel  | Team Chicky World      | s.t.      |
| 7    | George Hincapie | US Postal Service      | s.t.      |
| 8    | Nicola Loda     | Ballan-Alessio         | a 1'03"   |
| 9    | Jesper Skibby   | Team Home-Jack & Jones | a 1'07"   |
| 10   | Jan Boven       | Rabobank               | a 1'08"   |